# Sangala aenea
Sangala aenea là một loài bướm đêm trong họ Geometridae.